# 9721 Doty
A 9721 Doty (ideiglenes jelöléssel 1980 GB) a Naprendszer kisbolygóövében található aszteroida. Edward L. G. Bowell fedezte fel 1980. április 14-én.